# جايسون والاس
جايسون والاس (بالإنجليزية: Jason Wallace)‏ هو كاتب بريطاني، ولد في 1969 في شلتنهام في المملكة المتحدة.